# 台湾のキリスト教

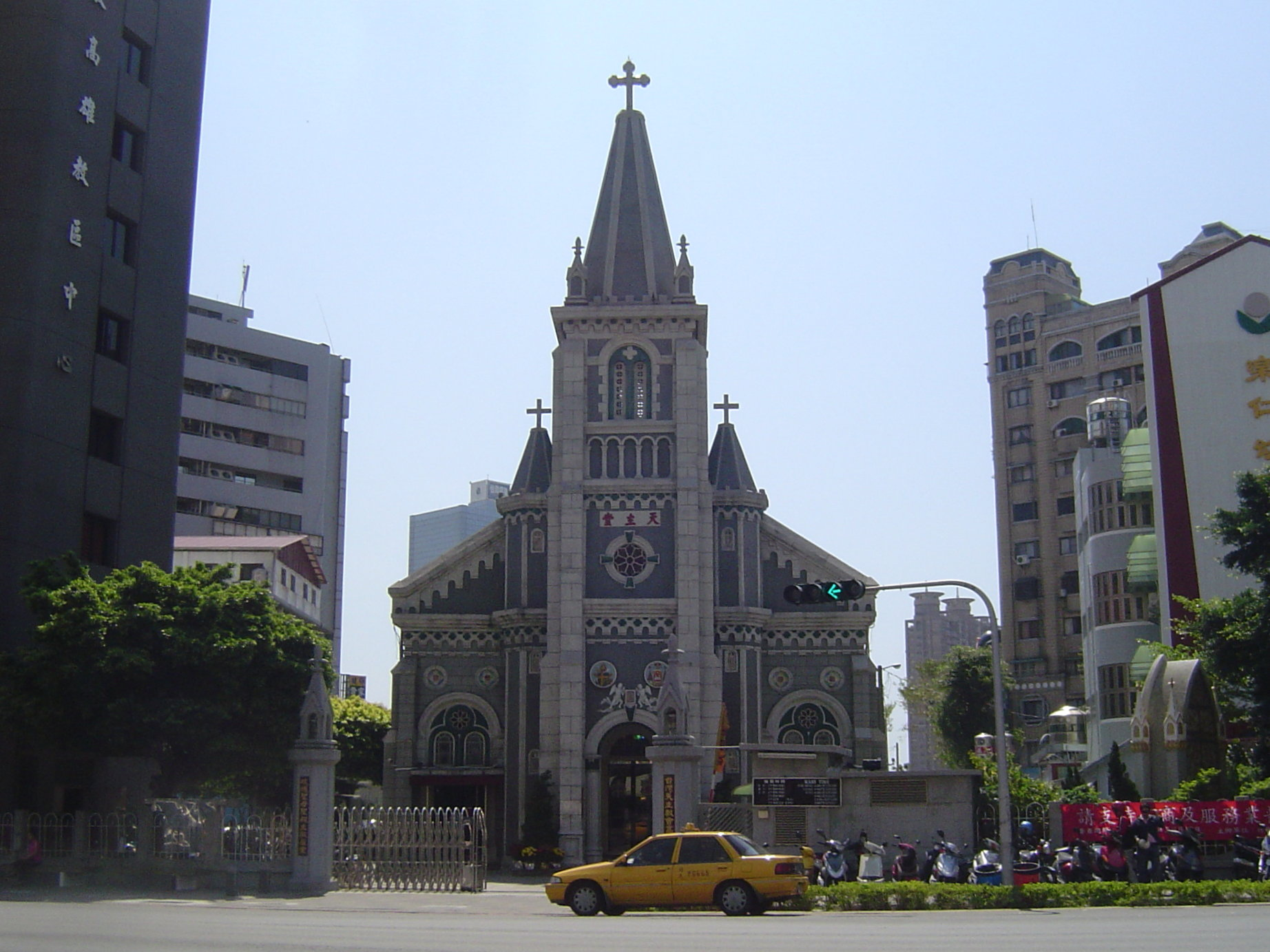
高雄市の玫瑰聖母聖殿司教座堂

2005年の国勢調査によると、台湾におけるキリスト教徒は人口の3.9%を占めていた：台湾のキリスト教徒には、約60万人のプロテスタント、30万人のカトリック、および少数の末日聖徒イエス・キリスト教会の信者が含まれていた。
さらに2020年の推定キリスト教徒数では、その割合は4%または6%に上昇していた。
しかし、キリスト教徒が少ないため、キリスト教は台湾の漢民族文化に大きな影響を与えていない。少数ではあるが、台湾で慈善活動に生涯を捧げ、広く知られるようになったキリスト教徒もいる。ジョージ・Ｌ・マッケイ（長老派教会派、後に台湾基督長老教会を設立）や新渡戸稲造（メソジスト、後にクエーカーとなる）はその一人である。
中華民国（台湾）建国者である孫文 (会衆派) 、蒋介石・蒋経国父子 (ともにメソジスト) 、李登輝 (長老派) など、過去にキリスト教徒であった中華民国総統は少数でありながら存在する。馬英九は十代前半にカトリックの洗礼を受けたと言われているが、中国の民俗宗教を含めたいかなる宗教にも共感していないと思われている。また、台湾基督長老教会は人権と民進党の主要な支持者であり、上記の政治家の多くに反対する立場である。

## 歴史
初期のプロテスタントは、1661年に鄭成功の軍隊がオランダのヨーロッパ軍隊を破った時、漢民族が支配する明朝に忠誠を誓う鄭成功によって追い出され、事実上、永久的な宗教的影響力を残さなかった。1860年にはフィリピン経由でスペインのドミニコ会が復活し、イギリスとカナダから長老派教会の宣教師がやってきた。カナダの宣教師ジョージ・Ｌ・マッケイ（馬偕）は、台湾初の西洋式の大学（牛津學堂、現在の真理大学）と病院（滬尾偕醫館、現在の馬偕記念医院）を設立した。
日本統治時代 (1895 - 1945) には、新たな宣教は認められなかったことにより、その結果カトリックと長老制が依然として台湾における最大のキリスト教宗派となっている。キリスト教の発展は、1949年に国民党軍の台湾移転に各宗派のキリスト教徒が従ってから、全く新しい展開を見せた。台湾の長老派教会は、蒋介石とその息子の蒋経国の独裁時代に、民主主義と人権、そして台湾人としてのアイデンティティを擁護することを率直に表明するようになった。また教会が民主進歩党と連携するようにもなった。1980年の政治的自由化と経済的成功により、宗派と独立的な教会 (多くは福音派かカリスマ派) の数は急増した。
今日、台湾政府の統計では、キリスト教徒は台湾の人口の3.9%に満たないと推定されており、この数字はカトリックとプロテスタントにほぼ均等に分けられる。また台湾原住民のほぼ全てがキリスト教を信仰している(70%が長老派、残りはほとんどがカトリック)。

### オランダ統治時代とスペイン統治時代
キリスト教、プロテスタントは台湾オランダ統治時代の1627年に改革派教会の宣教師・干治士（ジョージ・カンディディウス）によって伝えられて、当時の宣教活動は植民地政策の一部に属して、宣教師は皆オランダ東インド会社に所属して、オランダ東インド会社から給料をもらって、現代の教会が給料を献上するのと違って、宣教の実際の政治目的は台湾原住民に文化改造を行って、原住民と植民者の矛盾を減らして、及び異なる原住民族間の矛盾を減らすことであった。この時期の宣教活動は鄭成功が台湾入りをし、及びシラヤ族を虐殺した後に終わった。しかし、親国民党の人々は、当時帝国主義を奉じるオランダ人がキリストの名を借りて台湾の漢人と原住民を虐殺し、原住民の人口は半分近く減少し、多くは山奥に避難したと考えている。鄭成功が先住民を虐殺したという疑惑に対しては、鄭成功を敬慕してやまない部隊を先住民が襲撃して殺害し、鄭成功が被害者であると主張している者もいる。
この時期の布教活動には二つの段階があり、1636年以前は組織化されておらず、布教活動は口頭で行われ、祈りの暗唱や教義上の問答などが行われていた。1636年頃に学校を開き、台湾原住民が文字を持たないという問題を解決するため、ラテン文字で書かれた新港語を宗教教育の道具として使用するようになった。言語が後進的であったため、完全な啓典はなく、わずかな新港語の福音書だけが残っている。
カトリックはスペイン人が台湾北部を支配したのが台湾における伝来となり、1626年にスペイン人が台湾の北部に上陸したとき、同時にスペイン人のドミニコ会宣教師が原住民に教えを説いた。1642年にスペインは台湾を離れた。
これらの統治時代の布教活動で台湾原住民も含め数千人単位の改宗に成功したと言われ、中にはキリシタン禁制から逃れた日本人宣教師もいたと言われている。

### 鄭氏政権
鄭氏政権において鄭成功は禁教政策を実行し、キリスト教を信仰する原住民は信仰を放棄するか、深山に逃げるかを選択せざるを得なかった。この時、陳永華首席文臣がオランダ人が残したキリスト信仰を払拭し、儒教思想の漢化政策を実践するため、孔子廟、真武廟、関帝廟などの中国寺院を積極的に建立した。オランダの言語浸透政策とは対照的に、鄭氏政権時代の宗教政策はキリスト教に打撃を与えただけでなく、原住民の言語にも深刻な打撃を与えた。

### 清朝統治時代
1683年（康熙22年）6月に施琅が台湾を陥落させると、康熙帝に台湾の重要性を表明して読書湾を読書するよう上奏し、台湾の信仰である阿媽（媽祖）「天妃」に天后の称号を与えることを清朝に提案し、1684年（康熙23年）に清朝廷がそれを許可すると、以後信仰の主流は媽祖となる。またこれは台湾の住民が清による統治を承認し受け入れる意識を移すための宗教的な精神操作でもあった。その後、乾隆帝と嘉慶帝の禁教政策により、東アジアでは長い間、宣教師がいなくなった。1865年6月16日（同治4年）、英国長老教会のジェームズ・レイドロー・マクスウェル牧師が台湾に到着し、1872年3月7日（同治11年）、カナダ長老教会のマッケイ牧師が台湾に到着した。この時期は、布教活動は漢民族の激しい抵抗にあうことも多く、教会の破壊や信者の殺害事件も時折発生した。 宣教師たちが比較的安全な環境を享受できるようになったのは、樟脳戦争以後のことで、布教活動は徐々に政教分離の方向に向かいつつあった（大英帝国のアヘン貿易に公然と反対するなど）。布教言語は主に現地語である閩南語であり、信仰の中核はカルヴァン主義であり、教育や医療分野での布教活動がインフラとなっており、新楼病院、馬偕病院、淡江中学校、真理大学などがある。
1859年5月18日、フィリピンから来た3人のスペイン人ドミニコ会信者と5人の中国人信者・伝道師が、中国大陸から台湾海峡を渡り、台港（現在の高雄）に到着した。 同年12月、彼らは高雄の愛河河口近くの土地を購入し、簡素な宣教所（現在の玫瑰聖母聖殿司教座堂）を建設した。

### 日本統治時代
この時代のキリスト教は、ジェームズ・レイドロー・マクスウェル系統の長老派教会や馬偕系統の長老派教会の布教活動を引き継いだ。 日本政府は当初キリスト教を警戒していたが、長老派教会は皇民化政策に沿った日本系の礼拝の実施など、日本政府の政策に協力することがほとんどであったため、政治権力の変化により、キリスト教が過去のように消滅することはなかった。1926年、中国本土のキリスト教徒によって設立された「真イエス教会」が福建省から台湾に布教されたが、そのスタイルと広報は当時の台湾からするとかなり謎めいていた。
1928年8月、救世軍日本軍国司令官の山室軍平少将が台湾で開戦し、台北と台中に小隊を置き、その後8つの部隊を設立した。 第二次世界大戦後、日本は敗戦国となり、日本人は送還されたため、台湾における救世軍の発展は一時的に終わった。
日本統治時代、台湾のカトリック教会はまだローマ教皇庁の管轄下にあった。1913年（大正9年）、ローマ・カトリック教会はローマ教皇庁から台湾と澎湖（日本統治下の台湾の一部）を切り離し、独立した台湾監督教区を設立、教務はドミニコ会神父が主管して、教座は高雄に設置された。 第二次世界大戦勃発前、台湾のカトリック教会は日本人聖職者の責任を負うようになる。また、日本統治時代に、台湾における教会制度は徐々に完成に近くなる。
結論的に「二十世紀における神の奇蹟」と言われるほど布教は成功し、全人口の約4%を占めるに至るほどキリスト教徒は増加した。また井上伊之助の活躍もこれらの布教活動の拡大に貢献したとされる。

#### 教育勅語とキリスト教の関係
1890年10月30日、日本における思想教育の主軸として『教育勅語』が発布され、奉読式において天皇晨筆の御名に対して最敬礼を行うことになっていた。しかし、終戦前のこれらの天皇の神格化は、キリスト教にとって偶像崇拝に等しいとして、内村鑑三は最敬礼を行わず、内村鑑三不敬事件が起きた。日本が台湾の植民地支配を開始した1895年には教育勅語も施行され、政府と教会の間に緊張が走った。

#### 無教会主義
無教会主義とは、日本の神学者・内村鑑三が提唱した思想で、布教の師弟制度に基づくものである。 当初、日本では大きな反響を呼んだが、台湾はまだ清朝の統治下にあった。 日本統治時代後となってから、矢内原忠雄がこの思想を台湾人留学生に教えた。葉栄鐘、陳茂源、張漢裕、陳茂棠、郭維租などである。また、もう一人の教え子である高橋三郎も招かれ、講演を行った。

### 国民党政府の戒厳時代

#### 北京語教派のアメリカ援助工作
1949年10月、国共内戦において国民党が不利・敗戦し中華民国政府が台湾に撤退すると、本土における中国共産党の無神論政策によって被害を受けた多くの教会が中国大陸から台湾に移動し、その結果、多数の教派が出現し、これらの新しい教派の流入は官話の和合本を主流にさせ、台湾基督長老教会が行っていた言語本土化政策に打撃を与えた。新教会は、主に人口密集地や学校から会員を集め、遠隔地にはほとんど拠点を置かなかったが、「短宣」として知られる形で、散発的に農村において宣教活動が行われることもあった（尚効果は薄かったと言われる）。1950年代の米国国際開発庁（USAID）の対外援助政策により、一部の教会が小麦粉の配給という社会事業に従事することが許可されたため、小麦粉カルトと呼ばれるようになり、粉袋がパンティーに加工されて使用されるようになり、現在でも米中合作の加工パンティーが発見されている。
ちなみに、日本降伏後1945年に台湾が中国の統治に復帰すると、日本人聖職者は全員送還され、台湾のカトリック教会の指導は中国人司祭が行うことになったが、管理人は再びドミニコ会の司祭となった。1949年に中華民国政府が台湾に移った後、本土を支配する中国共産党の無神論政策により、多くのカトリック信者や聖職者が中国本土を離れ、そのほとんどが台湾に渡った。 1952年8月7日、台湾で聖職制度が制定され、当初の宣教師教区制度が正式に教区制度に移行し、台湾の教区数は当初の1教区から7教区と教皇庁管区1教区と徐々に増加した。

#### 世界教会協議会と「護教反共」政策の対立
1950年代、世界は冷戦状態にあったが、同時に欧米ではエキュメニカル運動が行われ、1948年には世界教会協議会（WCC）が設立された。 WCCは社会主義国を容認する立場であり、それ故に「中華人民共和国」の承認を提唱し、台湾を支配する中華民国政府とのイデオロギー的対立を招いた。こうして台湾におけるキリスト教の環境は、名目上は教義的だが実際には政治思想的な二つの陣営に分かれ、アメリカ原理主義者のカール・マッキンタイア牧師と国民党の張静愚議員が当時の「護教反共」政策に関連する活動の中心となり、重なり愛国主義に由来する多くの対立が起こった：
- 1951年 - 台湾基督長老教会が世界教会協議会に加盟
- 1962年 - 国民党の張静愚（中国語版）が世界教会協議会に対抗して「基督教護教反共聯合會」を結成し、北京語圏の教会も続々とこの陣営に加わった[23][24][25][26]。
- 1970年6月17日 - 謝緯（中国語版）牧師の車が木に衝突した事件が発生、実際の死因が人々に疑問視された[27]。
- 1970年7月30日 - 高俊明（中国語版）牧師が、台湾基督長老教会が政権との対立拡大を避けるため、世界教会協議会から一時脱退したと発言した。
- 1971年7月25日 - 国民党が強行した北京語運動に協力して、台北市政府警察局は、ローマ字でつづられたブヌン語の聖書を押収した[28][29]。
- 1975年1月 - 警察本部長は、台湾聖書協会発行の台湾語ローマ字聖書2200部を押収した。
- 1975年4月26日 - ルーテル派希望教会の張力長老は、現在の済南長老教会の場所に「中正紀念礼拝堂」を建てることを提唱した[30]。
- 1984年 - 文部省は内務省に、山地教会が布教目的でローマ字を使用することを禁止し、民族文字で書かれた書籍や聖書を禁止するよう書簡を送った。
- 1987年 - 米国コロラド州マニトーで開催された第7回連会護教反共大会は、最後の「護教反共」政策の大規模なイベントとなった。
- 1989年 - 李登輝総統が「中正紀念礼拝堂」案に拒否権を発動し、反共活動を終結させる。

因みに1989年以前は、カルヴァン主義よりも愛国主義が優先されることが多かった背景がある。

#### 対立関係俵
|          | 世界教会協議会派陣営                      | 「護教反共」政策派陣営 | 中立陣営                                  |
| -------- | ----------------------------------------- | --- | ----------------------------------------- |
| 重要人物 | 長老教会の牧師の大半                      | 張静愚 - 「基督教護教反共聯合會」理事長 陳渓圳 - 長老教会牧師 カール・マッキンタイア - アメリカ原理主義者の牧師 北京語派の牧師の大半 | 周連華 - 浸信會牧師                       |
| 布教道具 | 台湾語白話字聖書 各原住民語聖書           | 官話和合本聖經 | 官話和合本聖經                            |
| 意識形態 | 理論: カルヴァン主義 政治的思想: 愛国主義 | 理論: カルヴァン主義 政治的思想: 愛国主義                                                                                            | 理論: カルヴァン主義 政治的思想: 愛国主義 |

#### 歴史的姿勢
台湾の教会の歴史を専門とする台湾内の教授には、周連華、曽慶豹、鄭仰恩、賴永祥、査時傑、陳方中、蔡麗貞などがいる。ある教派は、戒厳期間中、教会の歴史に対して回避的あるいは愛国的な態度をとっていたことがわかっている。

### 現代
戒厳令は解除され、聖書は17の原住民族語に翻訳されるようになり、現在では各集落に教会が必ず1拠点あるようにインフラが整っており、原住民族にとってキリスト教は身近な存在と化した。また、礼拝に歌や踊りを取り入れるなどといった台湾独自のキリスト教文化も芽生え始めている。
一方、教会と先住民間の問題も抱えており、長老教会は次のように述べている。
これは先住民族（タイヤル族を中心とする）が教会に直接関わっておらず、ほとんどの教会が漢民族により建てられ運営されているものであることに警鐘を鳴らす文章となっている。また、逆に先住民の多くは単に従業員として雇われながら、生活を制限されているという現状である。このため、労働力となる男性が早死にし女性のみが暮らす「寡婦村」ができ、先住民女性も風俗業で金銭を得るとなっている。
これに対し長老教会は労働、少女人身売買、漁民、先住民都市コミュニティなどの問題に対応する部門を設置し、先住民宣教委員会も作られた。

## カトリシズム
台湾は1514年にフンシャル (台湾の意) 教区に編入されて以来、宣教管轄地となっている。1576年にはマカオに初の中国の教区が設置され、中国本土の大部分と台湾を管轄した。教区は16世紀から19世紀にかけて何度か分割された：時系列で見ると、台湾は南京 (1660年) 、福建 (1696年) 、アモイ (1883年) の各教区に属していた。1913年には、台湾のアモイ教区から分離してフォルモサ（台湾島）使徒座代理区が設置された。1949年に高雄市に改名された。
第二次世界大戦終結直前、カトリック教会は主に島南部に拠点を置き始める。まだカトリックは1860年代にフィリピンから到着したスペインのドミニコ会司祭を中心に、台湾ではごく少数の存在であった。その後、本土において共産主義者による迫害が始まり、本土から宗教団体が大量に移転した。そのため、台湾におけるカトリック教徒は現在も標準中国語を話す戦後の本土移民者が多く、台湾原住民の間では少数派である。
1952年以来、ローマ教皇の駐中国代理大使が台湾に駐在しており、現在は中華民国 (台湾) の最後の重要な正式な外交関係の一つとなっている。

## プレスビテリアン
最初の台湾における長老派教会の活動は1865年、英国長老教会のジェームズ・レイドロー・マクスウェルの台湾府 (台南) への到着から始まった。その後マクスウェルの同僚であるカナダ長老派教会のジョージ・Ｌ・マッケイも1871年に到着し、淡水区で住んだ。マッケイは島中を広く旅し、数多くの教会を設立した。また、1882年には牛津學堂 (現在の真理大学) 、1880年には滬尾偕醫館（現在の馬偕記念医院）を設立した。1907年、マッケイの娘婿であるTan Chemg-giが中心となって台湾長老派教会の北部教会からの分離運動が起こり、1906年に最初の議長に選出された。1912年、高雄市に英国長老派協会のメンバーによって結成された南部大会（シノド）は、北部大会との会合を開始し、共に台湾基督長老教会（PCT）を結成した。PCTは1955年から1965年にかけて会員数を倍増させたが、これはおそらく民主化、人権尊重、台湾独立運動（国民党政権の「中華民国（台湾）の一地方として行う、台湾での民主的選挙は本土の軍事的再征服を待たなければならない」という見解に反する）を率直に支持した結果であると考えられている。

## プロテスタント及びその他
外国人宣教師の中国からの追放や、1949年の国民党政府の台湾移転をきっかけに、多くの宗派(バプテスト、メソジスト、聖公会、ルーテル派、アドベンチストを含む)が台湾島に到来した。同じことは、地方協会または教会集会所運動の創始者ウォッチマン・ニーの活動の後継者で同労者のウィットネス・リーにも言える。
中国バプテスト連盟（CBC）とその前身は、1936年から台湾伝道を計画していた：最初のバプテストの宣教師は1948年に到着した。活動は1950年に広まった。バプテスト教会は会衆制で運営されており、CBCは宗派というよりも独立した教会の協同組合でといった形であった。またCBCは台湾バプテスト神学校(1952年設立)を支援している。
台湾におけるメソジストの始まりは1953年に台北教会を建てたことに始まる。その後1972年に独立して宗教活動を行う権利を獲得し、1986年に最初の司教を設置した。
台湾聖公会(1954年設立)は、米国聖公会の第8州に属している。
台湾ルーテル派教会は1951年に会合を開始し、1954年に正式に承認された。台湾にいくつかあるルーテル教会の一つで、18,000人の洗礼を受けた信者がいると主張している。
アドベンチストは1951年に台湾アドベンチスト大学を、1955年に台湾アドベンチスト病院を設立した。
1960年に台湾保守バプテスト協会ができる。
1963年にアライアンス世界教団が到来した。現在の会員数は約2300人である。
台湾メノナイト教会フェローシップ(1962年設立)は、1948年から台湾原住民を対象に行われた医療救護事業に端を発する(特に花蓮のメノナイト・クリスチャン病院、1954年設立)。2004年には、三大都市圏に集中する1658人の信者を獲得した。

## 世界平和統一家庭連合
1965年に、世界平和統一家庭連合（旧統一教会）の設立者である文鮮明が台湾を訪問したと言われている。1967年に宣教師が派遣された。この教会は1971年に政府の承認を受けたが、1975年に禁止され、1990年に再び許可された。

## エホバの証人
2020年には，エホバの証人の会員数は11,379人で190の会衆に所属していた：2020年に行われた主の夕飯の年に一度の祝典には16,678人が出席した。2000年7月、台湾はエホバの証人の良心的兵役拒否をアジアで初めて認めた。

## 正教会
台湾における正教会の歴史は、3つの期に分けられる。第1期は日本統治時代 (1895年 - 1945年) であり、日本から最初の信者が島に到着し、日本の聖ニコライに神父の派遣を請願した。「救世主キリスト」の名を冠した台湾教区が1901年に創設された。
第2期は1949年に始まり、国共内戦から逃れてきた約5000人のロシア人移民が台湾に移民する。洗礼者聖ヨハネの家庭教会が組織され、さまざまな正教会の高官が訪れた。最盛期には信者数は100 - 200人を数え、1980年頃には活動を休止した。これらのロシア人信者が日本の同教信者と初期から接触していたかどうかについては、資料によって異なる。
第3期は2000年に始まり、香港・東南アジア正教会首都教区（エキュメニカル総主教の下）の宣教司祭としてヨナ（ムールトス）神父が来台した。ヨナ神父は台北に聖三位一体正教会を設立し、2003年に正式に政府より登録された。信徒はロシア人と東欧人、中国人と西洋人の混成で、約30人（クリスマスと復活祭には100人以上になる）ほどである。
2012年、モスクワ総主教庁は、明らかに地元ロシア人の請願に応えて、1901年に設立された教区を 「復活」させ、キリル（シュカルブル）神父を初代司祭とする「十字架昇架教会」を台北に設立した。これに対し、香港の香港・東南アジア正教会大司教ネクタリオス (トシリス) は、モスクワの領土を正統的な管轄権の範囲を超えて拡張しようとする非正統的な試みと見なし、キリル神父と教区民を破門することで、異議を唱えた。(モスクワ総主教庁やそれに属する教会はこれに応じなかったが、2018年、モスクワ総主教庁はウクライナにおける自系教会問題をめぐってエキュメニカル総主教庁との関係を断絶した)

## 台湾のキリスト教教育機関

### 小学校
- 馬礼遜美国学校（中国語版） (f. 1952), 無教派（プロテスタント）
- 道明外僑学校（中国語版） (f. 1957), カトリック / ドミニコ会

### 大学
- 真理大学 (f. 1882), 長老派教会
- 東呉大学 (f. 1951), メソジスト
- 輔仁大学 (f. 1952), カトリック / イエズス会
- 中原大学 (f. 1953), 無教派（プロテスタント）
- 東海大学 (f. 1955), メソジスト
- 静宜大学 (f. 1956), カトリック / シスターズ・オブ・プロビデンス
- 基督大学 (f. 1959), 無教派（プロテスタント）
- 聖約翰科技大学 (f. 1967), 元聖公会
- 文藻外語大学 (f. 1966), カトリック / ウルスラ会
- 長栄大学 (f. 1993), 長老派教会

### 神学校
- 台湾神学院（中国語版） (f. 1872/1882), 長老派教会
- 台南神学院（中国語版） (f. 1876), 長老派教会
- 玉山神学大学・神学校 (旧称: 台湾聖書学院, f. 1946), 長老派教会
- 台湾バプテスト神学校 (後の台湾バプテスト基督神学校, f. 1952)
- アジア・バプテスト大学院神学大学院 (f. 1959)
- 中国ルーテル派神学校 (f. 1966)
- 中華福音派神学校（中国語版） (1970)
- 中央台湾神学大学
- 台湾ナザレン神学大学
- 桃胜神学校
- 中国改革派神学校 (f. 1990)
- 聖光神学校 (), 自由メソジスト教会
- 台湾カトリック神学校 (f. 1994,ピウス神学校の連合体として発足, f. 1962, 聖トマス神学校と合同, f. 1965)
- 聖スタニスラウス小神学校
- 聖フランシスコ・ザビエル小神学校
- 聖心小神学校
- 聖ヨセフ小神学校
- 台湾保守バプテスト神学校 (f. 1957)

## 著名なキリスト教徒

### キリスト教信者の台湾総統
- 蔣介石
- 蔣経国
- 李登輝

### キリスト教信者のアスリート
- 周天成 - バドミントン選手

## 信仰の自由
信仰の自由は中華民国（台湾）の憲法に規定されており、世界銀行による2018年の自由度評価では9.2と高いランクにある。また、2023年の信仰の自由度は4点満点中4点だった。